# 社山 (栃木県)
社山（しゃざん）は、栃木県日光市と足尾町（現日光市）の境界にそびえる山。標高1,827ｍ。栃木百名山に選定されている。

## 登山ルート
半月山第二駐車場から半月山峠・阿世潟峠経由で約3時間。帰路は半月山第二駐車場だとアップダウンがあり、中禅寺温泉の方が下りのみになるため早い。

## ギャラリー

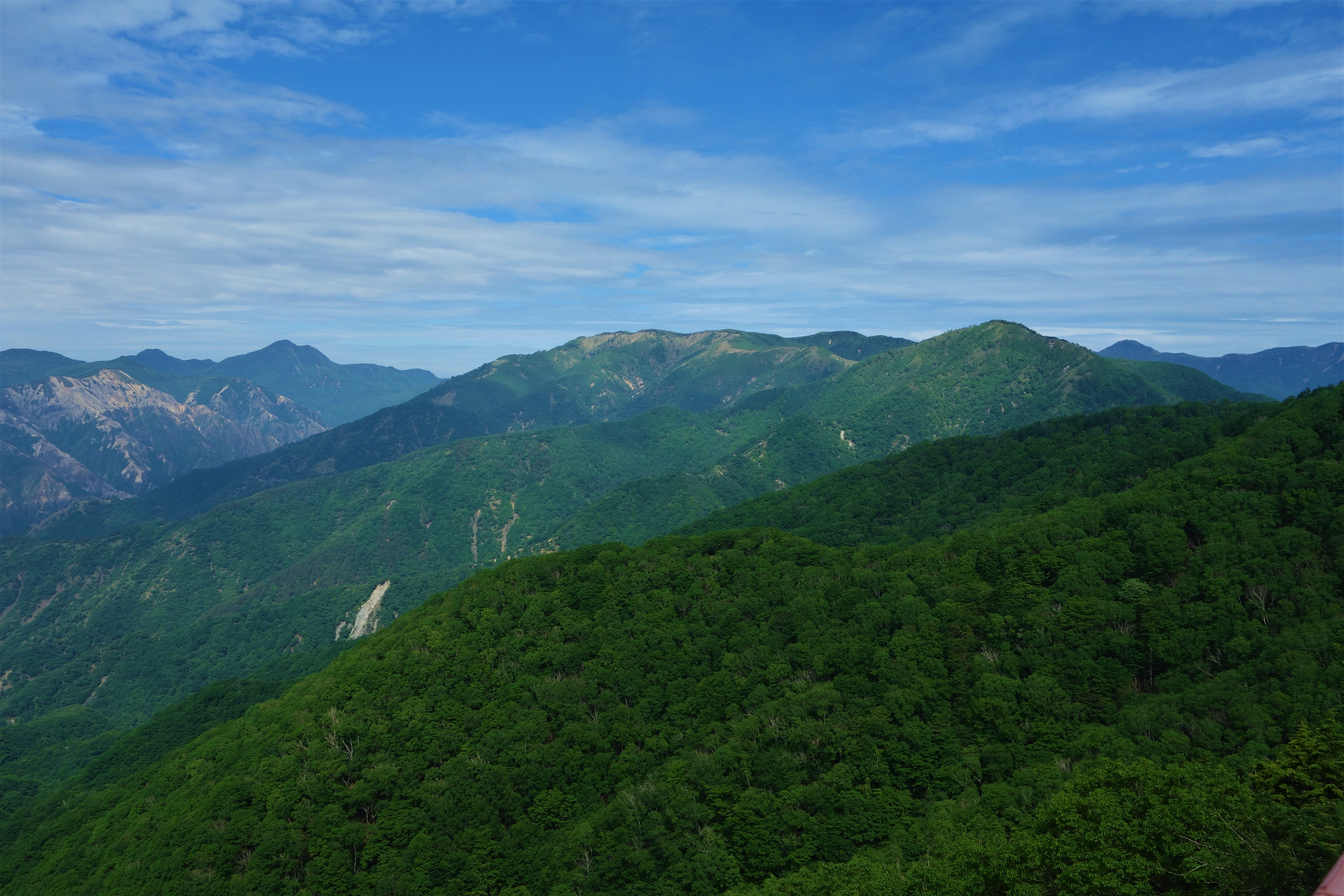
半月山駐車場から社山
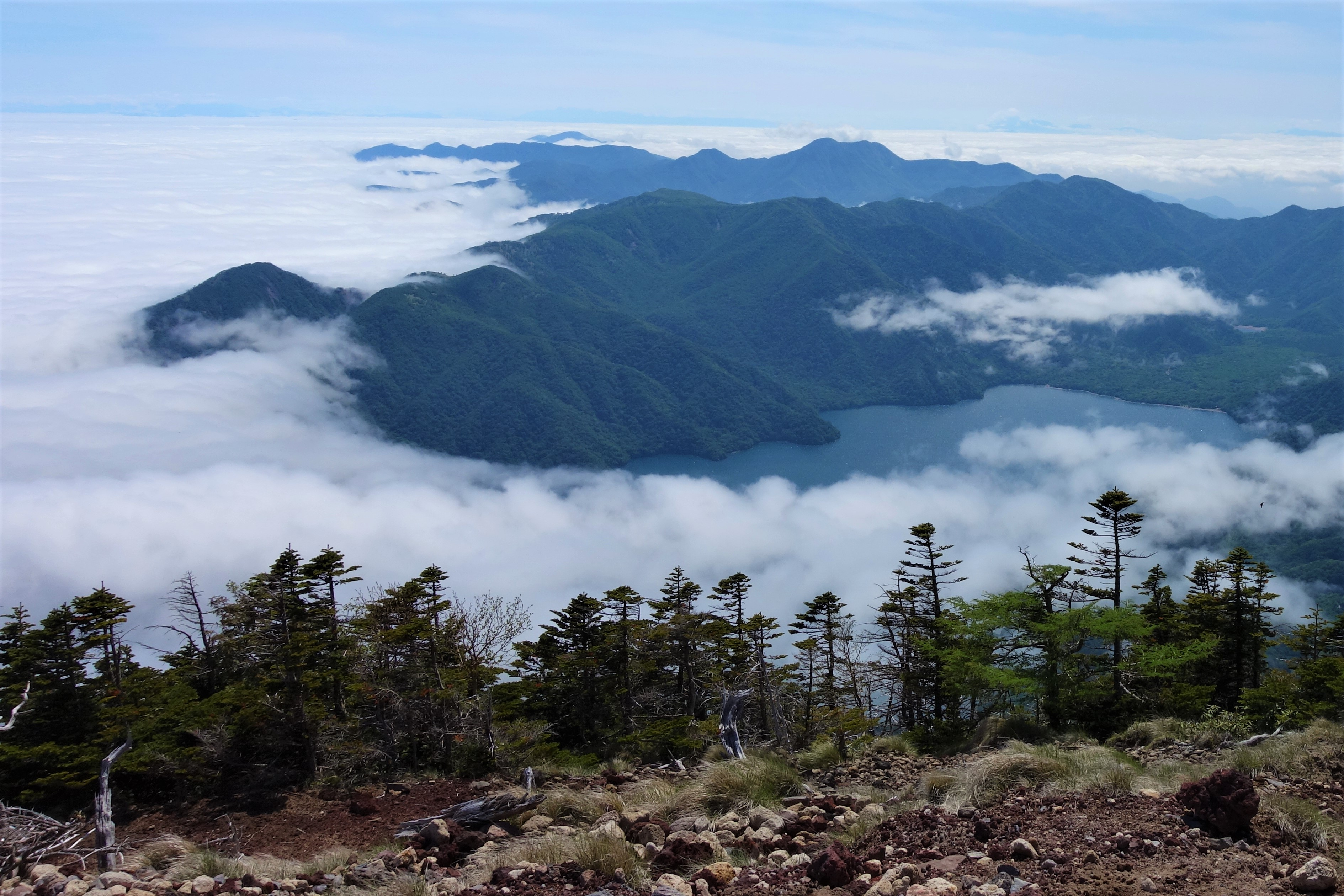
男体山からの社山と中禅寺湖